# FA Cup 2009/10
Der FA Cup 2009/10 war die 129. Austragung des weltweit ältesten Fußballpokalturniers; The Football Association Challenge Cup, oder FA Cup. Diese Pokalsaison startete mit 762 Vereinen. Der Verein Newcastle Blue Star trat nicht zur ersten Qualifikationsrunde gegen Ossett Albion an, da er vorher aufgelöst wurde. Der Sieger dieser Austragung war der FC Chelsea.
Der Pokalwettbewerb begann mit der Extra Vorrunde am 15. August 2009 und endete mit dem Finale im Wembley-Stadion, London am 15. Mai 2010.

## Kalender
| Runde                              | Datum                         | Spiele | Vereine   | Neueinstiege   | Prämien                                | Spieler der Runde                  |
| ---------------------------------- | ----------------------------- | ------ | --------- | -------------- | -------------------------------------- | ---------------------------------- |
| Extra Vorrunde                     | 15. August 2009               | 203    | 762 → 559 | 406: 357.–762. | £750                                   | keiner                             |
| Vorrunde                           | 29. August 2009               | 167    | 559 → 392 | 129: 226.–356. | £1.500                                 | keiner                             |
| Erste Qualifikationsrunde          | 12. September 2009            | 116    | 392 → 276 | 65: 161.–225.  | £3.000                                 | Bobby Traynor (FC Kingstonian)     |
| Zweite Qualifikationsrunde         | 26. September 2009            | 80     | 276 → 196 | 44: 117.–160.  | £4.500                                 | Mark Danks (Northwich Victoria)    |
| Dritte Qualifikationsrunde         | 10. Oktober 2009              | 40     | 196 → 156 | keine          | £7.500                                 | Adam Webster (Hinckley United)     |
| Vierte Qualifikationsrunde         | 24. Oktober 2009              | 32     | 156 → 124 | 24: 93.–116.   | £12.500                                | Danny Kedwell (AFC Wimbledon)      |
| Erste Hauptrunde                   | 7. November 2009              | 40     | 124 → 84  | 48: 45.–92.    | £18.000                                | Richard Brodie (York City)         |
| Zweite Hauptrunde                  | 28. November 2009             | 20     | 84 → 64   | keine          | £27.000                                | Leon Legge (FC Brentford)          |
| Dritte Hauptrunde                  | 2. Januar 2010                | 32     | 64 → 32   | 44: 1.–44.     | £67.500                                | Jermaine Beckford (Leeds United)   |
| Vierte Hauptrunde                  | 23. Januar 2010               | 16     | 32 → 16   | keine          | £90.000                                | Jermaine Beckford (Leeds United)   |
| Fünfte Hauptrunde                  | 13. Februar 2010              | 8      | 16 → 8    | keine          | £180.000                               | Gareth Bale (Tottenham Hotspur)    |
| Sechste Hauptrunde (Viertelfinale) | 6. März 2010                  | 4      | 8 → 4     | keine          | £360.000                               | Frédéric Piquionne (FC Portsmouth) |
| Halbfinale                         | 10. April 2010 11. April 2010 | 2      | 4 → 2     | keine          | Sieger: £900.000 Verlierer: £450.000   | Didier Drogba FC Chelsea           |
| Finale                             | 15. Mai 2010                  | 1      | 2 → 1     | keine          | Sieger: £1.800.000 Verlierer: £900.000 |                                    |

## Modus
Kompletter Überblick bei: FA Cup
Der FA Cup wird in Runden ausgespielt. Teilnehmen kann jede Mannschaft, die ein bestimmtes Leistungsniveau hat und ein angemessenes Spielfeld besitzt. Gespielt wird i. d. R. nur mit einem Hinspiel. Bei unentschieden findet ein Rückspiel statt. Endet das Rückspiel ebenfalls unentschieden geht das Spiel in Verlängerung bzw. Elfmeterschießen. Dieser Modus geht bis zur sechsten Hauptrunde. Ab dem Halbfinale gibt es nur ein Spiel ggf. mit Verlängerung und Elfmeterschießen.
Einige Mannschaften sind von bestimmten Runden freigestellt:
- In der zweiten Qualifikationsrunde kommen die Mannschaften der Conference North/South (6. Spielklasse des englischen Ligabetriebes) hinzu.
- In der vierten Qualifikationsrunde kommen die Mannschaften der Conference National (5. Spielklasse des englischen Ligabetriebes) hinzu.
- In der ersten Hauptrunde kommen die Mannschaften der League 1 und 2 der Football League (3. und 4. Spielklasse des englischen Ligabetriebes) hinzu.
- In der dritten Hauptrunde am ersten Januarwochenende kommen die Mannschaften des Football League Championship (2. Spielklasse des englischen Ligabetriebes) und der Premier League (1. Spielklasse des englischen Ligabetriebes) hinzu

Die Halbfinalspiele wie auch das Finale finden im Wembley-Stadion statt.
Jeder Sieger erhält eine Prämie aus den Fernsehgeldern, die nach Runde gestaffelt ist.

## Hauptrunde

### Erste Hauptrunde
In der ersten Hauptrunde treten die jeweils 24 Mannschaften der Football League One bzw. Two in den Wettbewerb ein.
Die Auslosung fand am 25. Oktober 2009 statt. Die Spiele wurden am Wochenende vom 6. November 2009 ausgetragen.
|                     | Ergebnis |                          | Zuschauer |
| ------------------- | -------- | ------------------------ | --------- |
| FC Gillingham       | 3:0      | Southend United          | 4.605     |
| Grimsby Town        | 0:2      | Bath City                | 2.103     |
| FC Gateshead        | 2:2      | FC Brentford             | 1.150     |
| FC Chesterfield     | 1:3      | AFC Bournemouth          | 3.277     |
| AFC Telford United  | 1:3      | Lincoln City F.C.        | 2.809     |
| Stockport County    | 5:0      | Tooting & Mitcham United | 3.076     |
| Burton Albion       | 3:2      | Oxford City              | 2.207     |
| AFC Barrow          | 2:1      | FC Eastleigh             | 1.655     |
| Oldham Athletic     | 0:2      | Leeds United             | 5.552     |
| Cambridge United    | 4:0      | Ilkeston Town            | 2.395     |
| York City           | 3:2      | Crewe Alexandra          | 3.070     |
| Wycombe Wanderers   | 4:4      | Brighton & Hove Albion   | 2.749     |
| Hereford United     | 2:0      | Sutton United            | 1.713     |
| Nuneaton Town       | 0:4      | Exeter City              | 2.452     |
| Bristol Rovers      | 2:3      | FC Southampton           | 6.646     |
| Carlisle United     | 2:2      | FC Morecambe             | 4.181     |
| Forest Green Rovers | 1:1      | Mansfield Town           | 1.149     |
| Oxford United       | 1:0      | Yeovil Town              | 6.144     |
| Paulton Rovers      | 0:7      | Norwich City             | 2.070     |
| Swindon Town        | 1:0      | FC Woking                | 4.805     |
| Port Vale           | 1:1      | Stevenage Borough        | 3.999     |
| Luton Town          | 3:3      | AFC Rochdale             | 3.167     |
| FC Bromley          | 0:4      | Colchester United        | 4.242     |
| Accrington Stanley  | 2:1      | FC Salisbury City        | 1.379     |
| FC Millwall         | 4:1      | AFC Wimbledon            | 9.453     |
| FC Stourbridge      | 0:1      | FC Walsall               | 2.014     |
| Shrewsbury Town     | 0:1      | Staines Town             | 3.359     |
| FC Wealdstone       | 2:3      | Rotherham United         | 1.638     |
| Torquay United      | 3:1      | Cheltenham Town          | 2.370     |
| FC Barnet           | 3:1      | FC Darlington            | 1.654     |
| Notts County        | 2:1      | Bradford City            | 4.213     |
| Huddersfield Town   | 6:1      | Dagenham & Redbridge     | 5.858     |
| Milton Keynes Dons  | 1:0      | Macclesfield Town        | 4.868     |
| Rushden & Diamonds  | 3:1      | Hinckley United          | 1.540     |
| Northwich Victoria  | 1:0      | Charlton Athletic        | 2.153     |
| Aldershot Town      | 2:0      | FC Bury                  | 2.519     |
| FC Wrexham          | 1:0      | Lowestoft Town           | 2.402     |
| Hartlepool United   | 0:1      | Kettering Town           | 2.645     |
| Tranmere Rovers     | 1:1      | Leyton Orient            | 3.180     |
| Northampton Town    | 2:1      | Fleetwood Town           | 3.077     |

Wiederholungsspiel
|                        | Ergebnis |                     | Zuschauer |
| ---------------------- | -------- | ------------------- | --------- |
| FC Brentford           | 5:2      | FC Gateshead        | 1.960     |
| Brighton & Hove Albion | 2:0      | Wycombe Wanderers   | 3.383     |
| FC Morecambe           | 0:1      | Carlisle United     | 3.307     |
| Mansfield Town         | 1:2      | Forest Green Rovers | 2.496     |
| Stevenage Borough      | 0:1      | Port Vale           | 2.894     |
| AFC Rochdale           | 0:2      | Luton Town          | 1.982     |
| Leyton Orient          | 0:1      | Tranmere Rovers     | 1.518     |

### Zweite Hauptrunde
Die Spiele wurden am 28. und 29. November 2009 absolviert.
|                        | Ergebnis |                     | Zuschauer |
| ---------------------- | -------- | ------------------- | --------- |
| Northwich Victoria     | 1:3      | Lincoln City F.C.   | 3.544     |
| Northampton Town       | 2:3      | FC Southampton      | 4.858     |
| Hereford United        | 0:1      | Colchester United   | 2.225     |
| Tranmere Rovers        | 0:0      | Aldershot Town      | 3.742     |
| Kettering Town         | 1:1      | Leeds United        | 4.837     |
| FC Gillingham          | 1:0      | Burton Albion       | 4.996     |
| FC Wrexham             | 0:1      | Swindon Town        | 3.011     |
| Brighton & Hove Albion | 3:2      | Rushden & Diamonds  | 3.638     |
| Rotherham United       | 2:2      | Luton Town          | 3.210     |
| Milton Keynes Dons     | 4:3      | Exeter City         | 4.867     |
| FC Brentford           | 1:0      | FC Walsall          | 2.611     |
| Carlisle United        | 3:1      | Norwich City        | 3.946     |
| Accrington Stanley     | 2:2      | FC Barnet           | 1.501     |
| Oxford United          | 1:1      | AFC Barrow          | 6.082     |
| AFC Bournemouth        | 1:2      | Notts County        | 6.082     |
| Stockport County       | 0:4      | Torquay United      | 1.690     |
| Cambridge United       | 1:2      | York City           | 3.505     |
| Bath City              | 1:2      | Forest Green Rovers | 3.325     |
| Port Vale              | 0:1      | Huddersfield Town   | 5.311     |
| Staines Town           | 1:1      | FC Millwall         | 2.753     |

Wiederholungsspiel
|                | Ergebnis |                    | Zuschauer |
| -------------- | -------- | ------------------ | --------- |
| Aldershot Town | 1:2      | Tranmere Rovers    | 4.060     |
| Leeds United   | 5:1 n.V. | Kettering Town     | 10.670    |
| Luton Town     | 3:0      | Rotherham United   | 2.518     |
| FC Barnet      | 0:1      | Accrington Stanley | 1.288     |
| AFC Barrow     | 3:1      | Oxford United      | 2.754     |
| FC Millwall    | 4:0      | Staines Town       | 3.452     |

### Dritte Hauptrunde
In dieser Runde treten die Mannschaften der FA Premier League (20 Teams) und die Mannschaften des Football League Championship (24 Teams) in den Wettbewerb ein.
Die Auslosung fand am 29. November 2009 statt.
Die Spiele wurden am 2. und 3. Januar 2010 absolviert.
|                     | Ergebnis |                         | Zuschauer |
| ------------------- | -------- | ----------------------- | --------- |
| Tottenham Hotspur   | 4:0      | Peterborough United     | 35.862    |
| FC Brentford        | 0:1      | Doncaster Rovers        | 2.883     |
| FC Middlesbrough    | 0:1      | Manchester City         | 12.474    |
| Stoke City          | 3:1      | York City               | 15.586    |
| Notts County        | 2:1      | Forest Green Rovers     | 4.389     |
| Huddersfield Town   | 0:2      | West Bromwich Albion    | 13.472    |
| Sheffield United    | 1:1      | Queens Park Rangers     | 11.461    |
| Milton Keynes Dons  | 1:2      | FC Burnley              | 11.816    |
| FC Chelsea          | 5:0      | FC Watford              | 40.912    |
| Nottingham Forest   | 0:0      | Birmingham City         | 20.975    |
| Preston North End   | 7:0      | Colchester United       | 7.621     |
| West Ham United     | 1:2      | FC Arsenal              | 25.549    |
| Aston Villa         | 3:1      | Blackburn Rovers        | 25.453    |
| FC Portsmouth       | 1:1      | Coventry City           | 11.214    |
| AFC Sunderland      | 3:0      | AFC Barrow              | 25.190    |
| Wigan Athletic      | 4:1      | Hull City               | 5.335     |
| FC Everton          | 3:1      | Carlisle United         | 31.196    |
| Sheffield Wednesday | 1:2      | Crystal Palace          | 8.690     |
| Tranmere Rovers     | 0:1      | Wolverhampton Wanderers | 7.476     |
| FC Blackpool        | 1:2      | Ipswich Town            | 7.332     |
| FC Fulham           | 1:0      | Swindon Town            | 19.623    |
| Torquay United      | 0:1      | Brighton & Hove Albion  | 4.028     |
| Scunthorpe United   | 1:0      | FC Barnsley             | 5.457     |
| FC Southampton      | 1:0      | Luton Town              | 18.786    |
| Bristol City        | 1:1      | Cardiff City            | 7.289     |
| FC Reading          | 1:1      | FC Liverpool            | 23.656    |
| FC Millwall         | 1:1      | Derby County            | 10.531    |
| Plymouth Argyle     | 0:0      | Newcastle United        | 16.451    |
| Leicester City      | 2:1      | Swansea City            | 12.307    |
| Bolton Wanderers    | 4:0      | Lincoln City F.C.       | 11.193    |
| Accrington Stanley  | 1:0      | FC Gillingham           | 1.322     |
| Manchester United   | 0:1      | Leeds United            | 74.526    |

Wiederholungsspiel
|                     | Ergebnis              |                   | Zuschauer |
| ------------------- | --------------------- | ----------------- | --------- |
| Queens Park Rangers | 2:3                   | Sheffield United  | 5.780     |
| Birmingham City     | 1:0                   | Nottingham Forest | 9.399     |
| Coventry City       | 1:2 n. V.             | FC Portsmouth     | 7.097     |
| Cardiff City        | 1:0                   | Bristol City      | 6.731     |
| FC Liverpool        | 1:2 n. V.             | FC Reading        | 31.063    |
| Derby County        | 1:1 n. V. (5:3 i. E.) | FC Millwall       | 7.183     |
| Newcastle United    | 3:0                   | Plymouth Argyle   | 15.805    |

### Vierte Hauptrunde
Die Auslosung fand am 3. Januar 2010 statt.
Die Spiele wurden am 23. und 24. Januar 2010 absolviert.
|                         | Ergebnis |                        | Zuschauer |
| ----------------------- | -------- | ---------------------- | --------- |
| FC Southampton          | 2:1      | Ipswich Town           | 20.446    |
| FC Reading              | 1:0      | FC Burnley             | 12.910    |
| Derby County            | 1:0      | Doncaster Rovers       | 11.316    |
| Cardiff City            | 4:2      | Leicester City         | 10.961    |
| Stoke City              | 3:1      | FC Arsenal             | 19.735    |
| Notts County            | 2:2      | Wigan Athletic         | 9.073     |
| Scunthorpe United       | 2:4      | Manchester City        | 8.861     |
| West Bromwich Albion    | 4:2      | Newcastle United       | 16.102    |
| FC Everton              | 1:2      | Birmingham City        | 30.875    |
| Accrington Stanley      | 1:3      | FC Fulham              | 3.712     |
| Bolton Wanderers        | 2:0      | Sheffield United       | 14.572    |
| FC Portsmouth           | 2:1      | AFC Sunderland         | 10.315    |
| Preston North End       | 0:2      | FC Chelsea             | 23.119    |
| Aston Villa             | 3:2      | Brighton & Hove Albion | 39.725    |
| Wolverhampton Wanderers | 2:2      | Crystal Palace         | 14.449    |
| Tottenham Hotspur       | 2:2      | Leeds United           | 35.750    |

Wiederholungsspiel
|                | Ergebnis |                         | Zuschauer |
| -------------- | -------- | ----------------------- | --------- |
| Wigan Athletic | 0:2      | Notts County            | 5.519     |
| Crystal Palace | 3:1      | Wolverhampton Wanderers | 10.282    |
| Leeds United   | 1:3      | Tottenham Hotspur       | 37.704    |

### Fünfte Hauptrunde
Die Auslosung fand am 24. Januar 2010 statt.
Die Spiele wurden am 13. und 14. Februar 2010 absolviert.
|                  | Ergebnis |                      | Zuschauer |
| ---------------- | -------- | -------------------- | --------- |
| Crystal Palace   | 2:2      | Aston Villa          | 20.486    |
| Manchester City  | 1:1      | Stoke City           | 28.019    |
| Derby County     | 1:2      | Birmingham City      | 21.043    |
| Bolton Wanderers | 1:1      | Tottenham Hotspur    | 13.596    |
| FC Chelsea       | 4:1      | Cardiff City         | 40.827    |
| FC Fulham        | 4:0      | Notts County         | 16.132    |
| FC Reading       | 2:2      | West Bromwich Albion | 18.008    |
| FC Southampton   | 1:4      | FC Portsmouth        | 31.385    |

Wiederholungsspiel
|                      | Ergebnis |                  | Zuschauer |
| -------------------- | -------- | ---------------- | --------- |
| Aston Villa          | 3:1      | Crystal Palace   | 31.874    |
| Stoke City           | 3:1 n.V. | Manchester City  | 21.813    |
| Tottenham Hotspur    | 4:0      | Bolton Wanderers | 31.436    |
| West Bromwich Albion | 2:3 n.V. | FC Reading       | 13.985    |

## Sechste Hauptrunde
Die Auslosung fand am 14. Februar 2010 statt.
Die Spiele wurden am 6. und 7. März 2010 absolviert.
|               | Ergebnis |                   | Zuschauer |
| ------------- | -------- | ----------------- | --------- |
| FC Chelsea    | 2:0      | Stoke City        | 41.322    |
| FC Fulham     | 0:0      | Tottenham Hotspur | 24.533    |
| FC Reading    | 2:4      | Aston Villa       | 23.175    |
| FC Portsmouth | 2:0      | Birmingham City   | 20.456    |

### Wiederholungsspiel
|                   | Ergebnis |           | Zuschauer |
| ----------------- | -------- | --------- | --------- |
| Tottenham Hotspur | 3:1      | FC Fulham | 35.432    |

## Halbfinale
Die Auslosung fand am 7. März 2010 statt.
Die Spiele wurden am 10. und 11. April 2010 absolviert.
|                   | Ergebnis |               | Zuschauer |
| ----------------- | -------- | ------------- | --------- |
| Aston Villa       | 0:3      | FC Chelsea    | 81.869    |
| Tottenham Hotspur | 0:2 n.V. | FC Portsmouth | 84.602    |

## Finale
| FC Chelsea                                                            | FC Chelsea | FC Portsmouth | FC Portsmouth | Aufstellung                                |
| --------------------------------------------------------------------- | --- | --- | ------------- | ------------------------------------------ |
| FC Chelsea                                                            | \| Samstag, 15. Mai 2010 um 15:00 Uhr (WESZ) in London (Wembley-Stadion) \| \| Ergebnis: 1:0 (0:0) \| \| Zuschauer: 88.335 \| \| Schiedsrichter: Chris Foy \| \| Spielbericht \|                                                                                     | \| Samstag, 15. Mai 2010 um 15:00 Uhr (WESZ) in London (Wembley-Stadion) \| \| Ergebnis: 1:0 (0:0) \| \| Zuschauer: 88.335 \| \| Schiedsrichter: Chris Foy \| \| Spielbericht \|                                                                                             | FC Portsmouth | Aufstellung FC Chelsea gegen FC Portsmouth |
| FC Chelsea                                                            | Petr Čech – Branislav Ivanović, Alex, John Terry , Ashley Cole – Frank Lampard, Michael Ballack (44. Juliano Belletti), Florent Malouda – Salomon Kalou (71. Joe Cole), Didier Drogba (90. Daniel Sturridge), Nicolas Anelka Cheftrainer: Carlo Ancelotti ( Italien) | David James – Steve Finnan, Ricardo Rocha, Aaron Mokoena, Hayden Mullins (81. Nadir Belhadj) – Aruna Dindane, Michael Brown, Papa Bouba Diop (81. Nwankwo Kanu), Kevin-Prince Boateng (73. John Utaka) - Jamie O’Hara, Frédéric Piquionne Cheftrainer: Avram Grant ( Israel) | FC Portsmouth | Aufstellung FC Chelsea gegen FC Portsmouth |
| FC Chelsea                                                            | 1:0 Didier Drogba (59.) | | FC Portsmouth | Aufstellung FC Chelsea gegen FC Portsmouth |
| FC Chelsea                                                            | Kevin-Prince Boateng (36.), Ricardo Rocha (90.+1'), Jamie O’Hara (90.+1') | | FC Portsmouth | Aufstellung FC Chelsea gegen FC Portsmouth |
| Samstag, 15. Mai 2010 um 15:00 Uhr (WESZ) in London (Wembley-Stadion) | | |               |                                            |
| Ergebnis: 1:0 (0:0)                                                   | | |               |                                            |
| Zuschauer: 88.335                                                     | | |               |                                            |
| Schiedsrichter: Chris Foy                                             | | |               |                                            |
| Spielbericht                                                          | | |               |                                            |